# Columbus Challenger 2021
Il Columbus Challenger 2021 è stato un torneo di tennis professionistico giocato su campi in cemento indoor. È stata la decima edizione del torneo e faceva parte della categoria Challenger 80 nell'ambito dell'ATP Challenger Tour 2021 e la 1ª del femminile, facente parte della categoria WTA 125 del WTA Challenger Tour 2021. I tornei si sono svolti all'Ohio State Varsity Tennis Center di Columbus, negli Stati Uniti d'America, dal 20 al 26 settembre 2021.

## Partecipanti ATP

### Teste di serie
| Nazionalità   | Giocatore            | Ranking* | Testa di serie |
| ------------- | -------------------- | -------- | -------------- |
| Stati Uniti   | Tennys Sandgren      | 103      | 1              |
| Italia        | Salvatore Caruso     | 125      | 2              |
| Australia     | Alex Bolt            | 146      | 3              |
| India         | Prajnesh Gunneswaran | 165      | 4              |
| Taipei cinese | Jason Jung           | 166      | 5              |
| Stati Uniti   | Ernesto Escobedo     | 175      | 6              |
| Stati Uniti   | Jeffrey John Wolf    | 178      | 7              |
| Stati Uniti   | Mitchell Krueger     | 182      | 8              |

* Ranking al 13 settembre 2021.

### Altri partecipanti
I seguenti giocatori hanno ricevuto una wild card per il tabellone principale:
- Cannon Kingsley
- James Tracy
- Matěj Vocel

I seguenti giocatori sono entrati in tabellone come alternate:
- Nick Chappell
- Dayne Kelly

I seguenti giocatori sono passati dalle qualificazioni:
- Gijs Brouwer
- Chung Yun-seong
- Evan King
- Aleksandar Kovacevic

I seguenti giocatori sono entrati in tabellone come lucky loser:
- Alexis Galarneau
- Shintaro Mochizuki

## Partecipanti WTA singolare

### Teste di serie
| Nazionalità | Giocatore           | Ranking* | Testa di serie |
| ----------- | ------------------- | -------- | -------------- |
| Stati Uniti | Ann Li              | 73       | 1              |
| Spagna      | Nuria Párrizas Díaz | 88       | 2              |
| Stati Uniti | Madison Brengle     | 91       | 3              |
| Cina        | Zheng Saisai        | 94       | 4              |
| Stati Uniti | Lauren Davis        | 99       | 5              |
| Messico     | Renata Zarazúa      | 120      | 6              |
| Brasile     | Beatriz Haddad Maia | 124      | 7              |
| Cina        | Wang Xinyu          | 130      | 8              |

* Ranking del 13 settembre 2021.

### Altre partecipanti
Le seguenti giocatrici hanno ricevuto una wild-card per il tabellone principale:
- Elsa Jacquemot
- Elvina Kalieva
- Katrina Scott
- Peyton Stearns

La seguente giocatrice è entrata in tabellone con il ranking protetto:
- Liang En-shuo

Le seguenti giocatrici sono passate dalle qualificazioni:
- Louisa Chirico
- Alexa Glatch
- Priscilla Hon
- Danielle Lao

La seguente giocatrice è entrata in tabellone come lucky loser:
- Dalila Jakupovič

### Ritiri
Prima del torneo
- Marie Bouzková → sostituita da  Beatriz Haddad Maia
- Christina McHale → sostituita da  Kurumi Nara
- Caty McNally → sostituita da  Katie Volynets
- Grace Min → sostituita da  Francesca Di Lorenzo
- Anna Kalinskaja → sostituita da  Dalila Jakupovič
- Kateryna Kozlova → sostituita da  Hailey Baptiste
- Claire Liu → sostituita da  Asia Muhammad
- Emma Raducanu → sostituita da  Rebecca Marino
- Donna Vekić → sostituita da  Jamie Loeb

## Partecipanti WTA doppio

### Teste di serie
| Nazionalità   | Giocatore      | Nazionalità | Giocatore          | Ranking* | Testa di serie |
| ------------- | -------------- | ----------- | ------------------ | -------- | -------------- |
| Stati Uniti   | Ingrid Neel    | Stati Uniti | Sabrina Santamaria | 155      | 1              |
| Norvegia      | Ulrikke Eikeri | Francia     | Elixane Lechemia   | 175      | 2              |
| Stati Uniti   | Jamie Loeb     | Stati Uniti | Asia Muhammad      | 212      | 3              |
| Taipei cinese | Liang En-shuo  | Canada      | Rebecca Marino     | 453      | 4              |

* Ranking del 13 settembre 2021.

### Altre partecipanti
Le seguenti coppie hanno ricevuto una wild-card per il tabellone principale:
- Luna Dormet /  Lucía Marzal Martínez
- Elsa Jacquemot /  Eleana Yu

## Campioni

### Singolare maschile
Stefan Kozlov ha sconfitto in finale  Max Purcell con il punteggio di 4–6, 6–2, 6–4.

### Singolare femminile
Nuria Párrizas Díaz ha sconfitto in finale  Wang Xinyu con il punteggio di 7–6(2), 6–3.

### Doppio maschile
Stefan Kozlov /  Peter Polansky hanno sconfitto in finale  Andrew Lutschaunig /  James Trotter con il punteggio di 7–5, 7–6(5).

### Doppio femminile
Wang Xinyu /  Zheng Saisai hanno sconfitto in finale  Dalila Jakupovič /  Nuria Párrizas Díaz con il punteggio di 6–1, 6–1.